# Quezaltepeque (Gwatemala)
Quezaltepeque – miasto w południowo-wschodniej części Gwatemali w departamencie Chiquimula, leżące w odległości około 30 km na południe od stolicy departamentu i około 30 km od granicy państwowej z Hondurasem. Miasto jest siedzibą władz gminy o tej samej nazwie, która w 2012 roku liczyła 26 936 mieszkańców. Gmina jest średniej wielkości, a jej powierzchnia obejmuje 236 km².